# Emilio Sala
Emilio Sala y Francés (n. 20 ianuarie 1850, Alcoy⁠(d), Comunitatea Valenciană, Spania – d. 14 aprilie 1910, Madrid, Spania) a fost un pictor spaniol, care a realizat în principal portrete feminine.

## Biografie

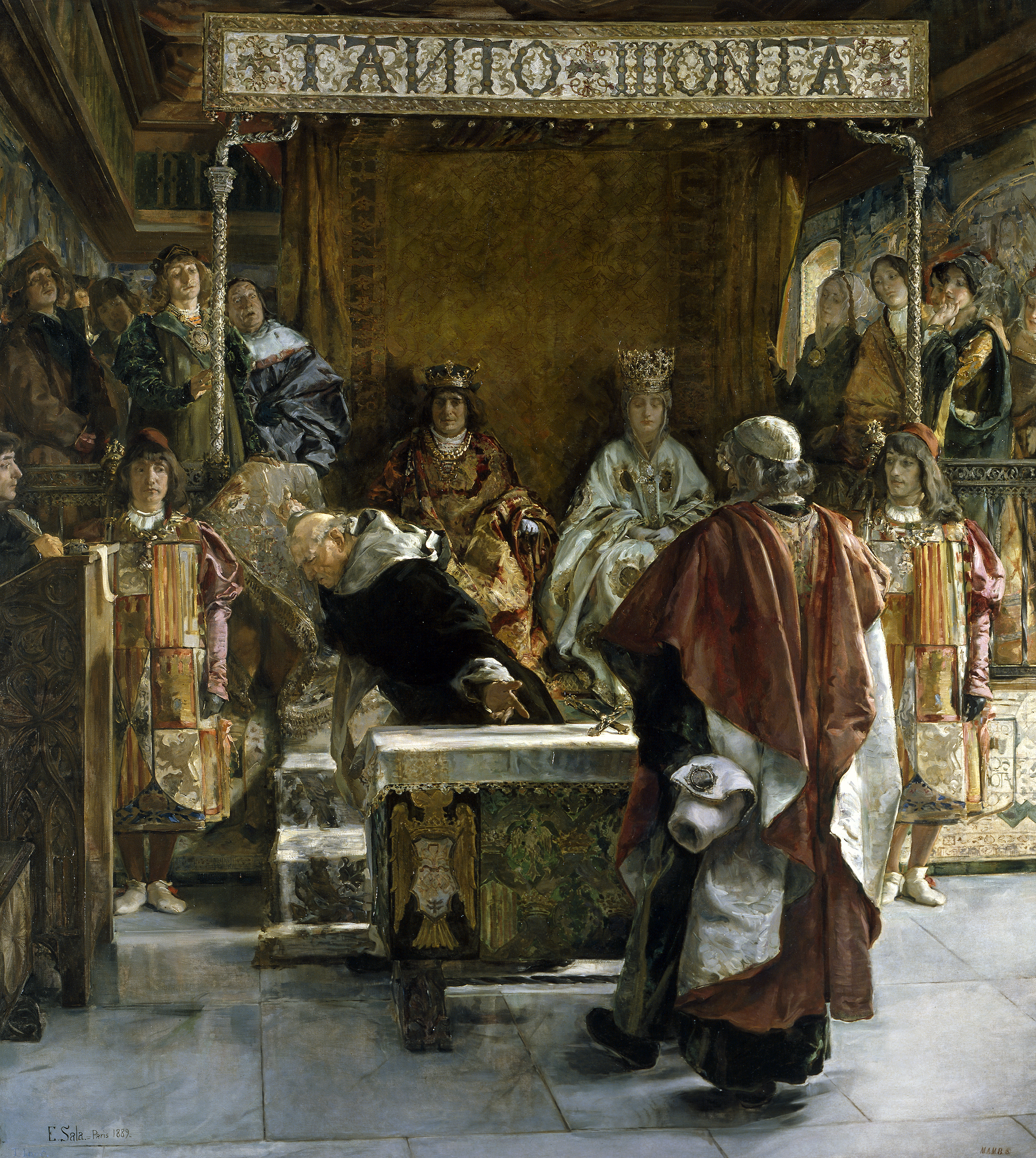
Expulzarea evreilor din Spania (1889) înfățișând o scenă imaginară de curte care a condus la Decretul de la Alhambra din 1492.

S-a născut la Alcoy într-o familie de negustori. Primele sale studii au fost la Real Academia de Bellas Artes de San Carlos din Valencia cu Plácido Francés y Pascual, vărul său. În 1871, a avut prima sa expoziție publică la Expoziția Națională de Arte Plastice și a câștigat Premiul I în 1878. De asemenea, și-a deschis un atelier în Madrid și a participat la decorarea palatelor Anglada și Mazarredo, a tavanelor de la Café de Fornos (astăzi dispărută) și a Cantinei Americana.
În 1885, după ce nu a reușit să obțină o catedră la „Școala de Arte și Meserii”, a solicitat și a primit o bursă pentru a studia la Academia Spaniolă din Roma, dar, doi ani mai târziu, a primit în schimb o permisie pentru a studia la Paris. La Expoziția Universală de la Paris din 1899 a prezentat faimosul său tablou Expulzarea evreilor din Spania, doar pentru a descoperi că publicul francez se pare că nu mai apreciază operele istorice, așa că l-a prezentat în Spania, unde a fost mai bine primit. În 1890, probabil ca urmare a acestei experiențe, a abandonat acest subiect în favoarea scenelor de gen, a peisajelor și a ilustrațiilor.
În 1896, s-a întors în Spania, unde s-a căsătorit și și-a redeschis atelierul. Multe dintre lucrările sale au apărut în revista Blanco y Negro. De asemenea, a ilustrat unele dintre Episoadele naționale ale lui Benito Pérez Galdós, și a creat decorațiuni pentru palatul Infantei Isabella, care au fost foarte apreciate. În general, însă, portretele sale ies în evidență.
În 1906, a aplicat din nou pentru un post academic, de data aceasta la Escuela de Bellas Artes din San Fernando, dar a fost respins în favoarea lui Ramón Menéndez Pidal. Drept compensație, școala a creat special pentru el o catedra de „Teoria și estetica culorii”. A ocupat acest post până la moartea sa, din cauza unei insuficienței cardiace, în 1910, la Madrid. Printre numeroasele sale onoruri se numără Marea Cruce a Ordinului „Isabela Catolica” și Crucea Ordinului „Sfântul Mihail” (Bavaria), acordate în cadrul unei expoziții din München în 1885.

## Selecție de picturi

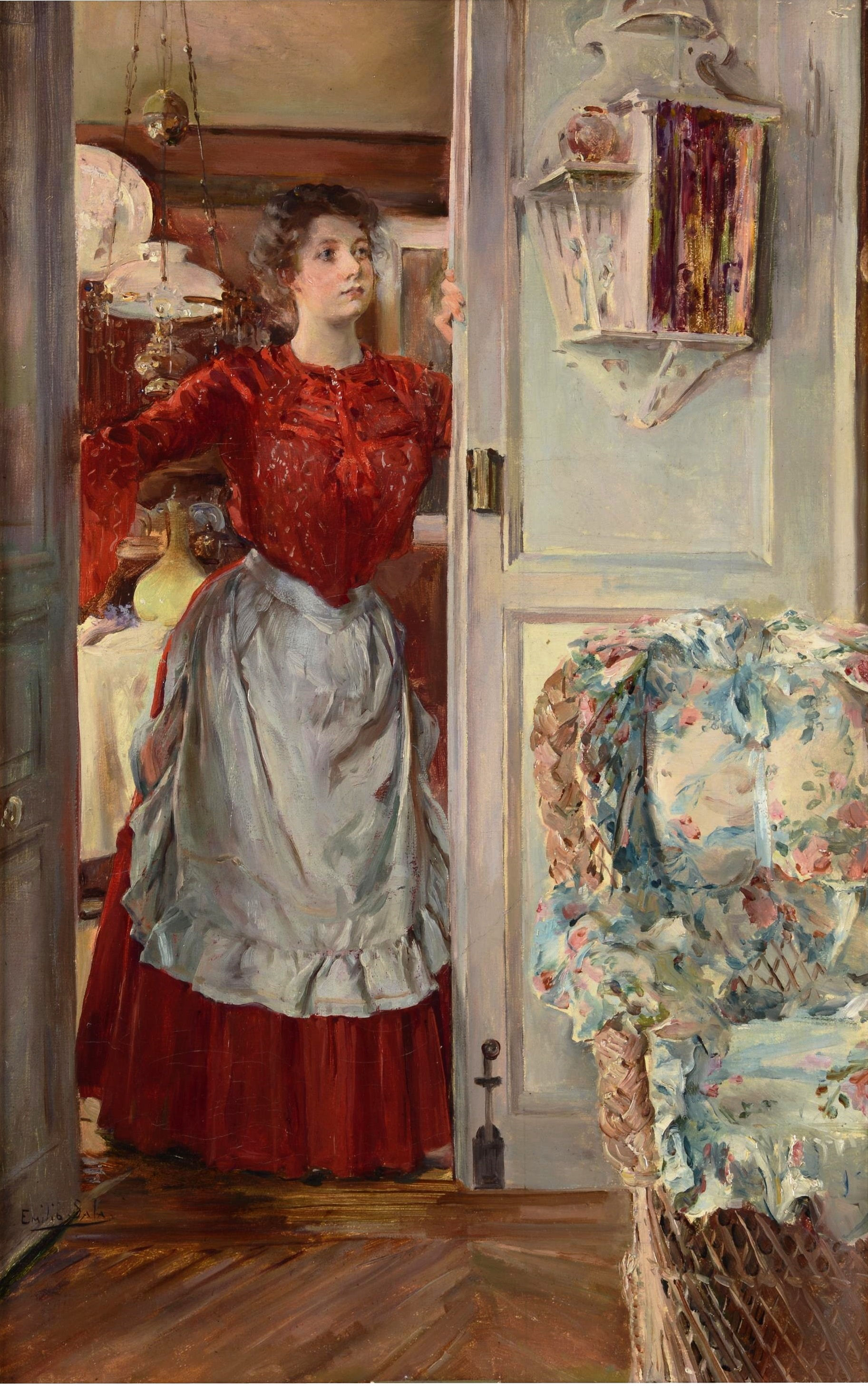
Tânără în cadrul ușii (c.1895)
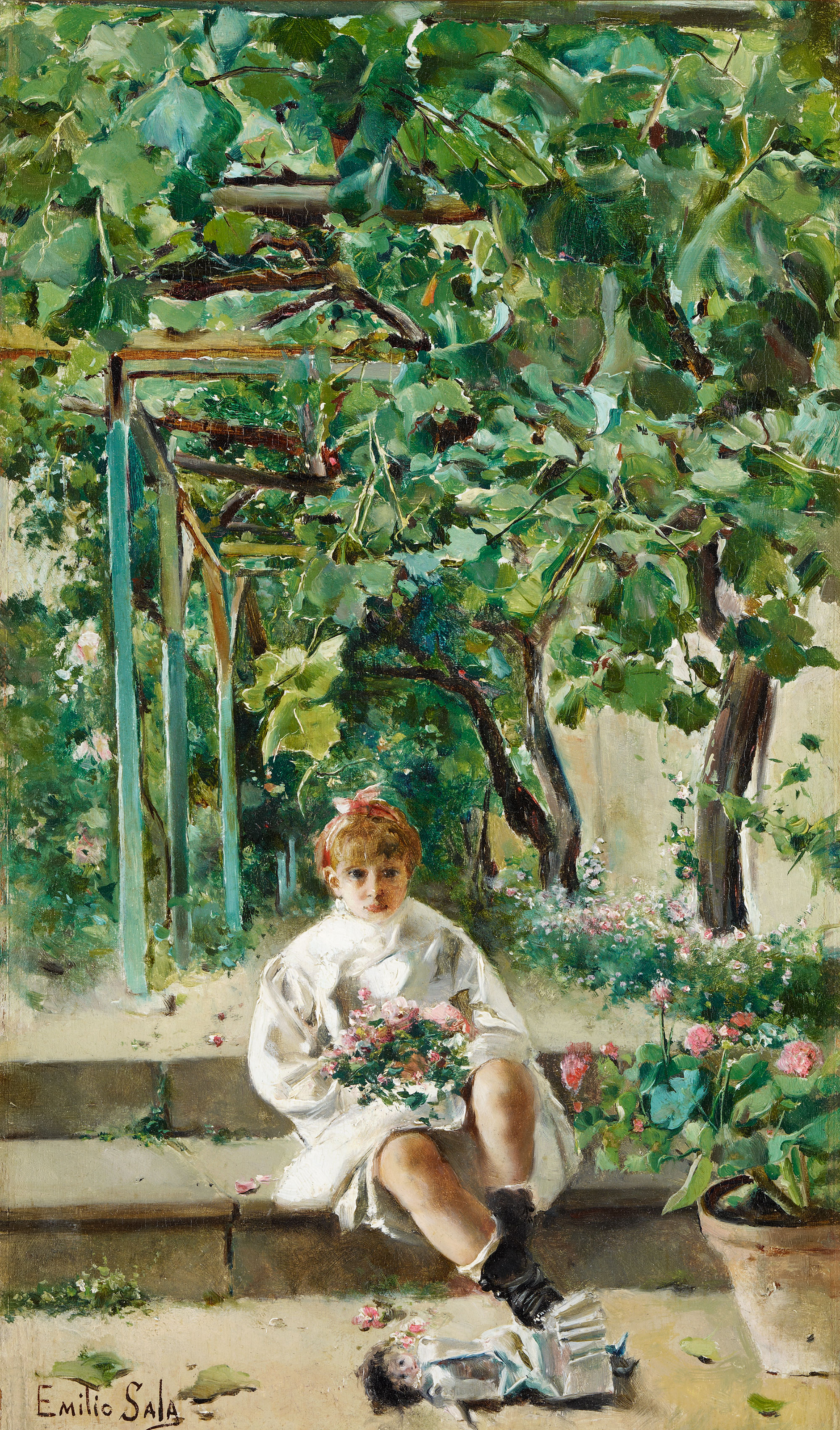
Păpușă abandonată
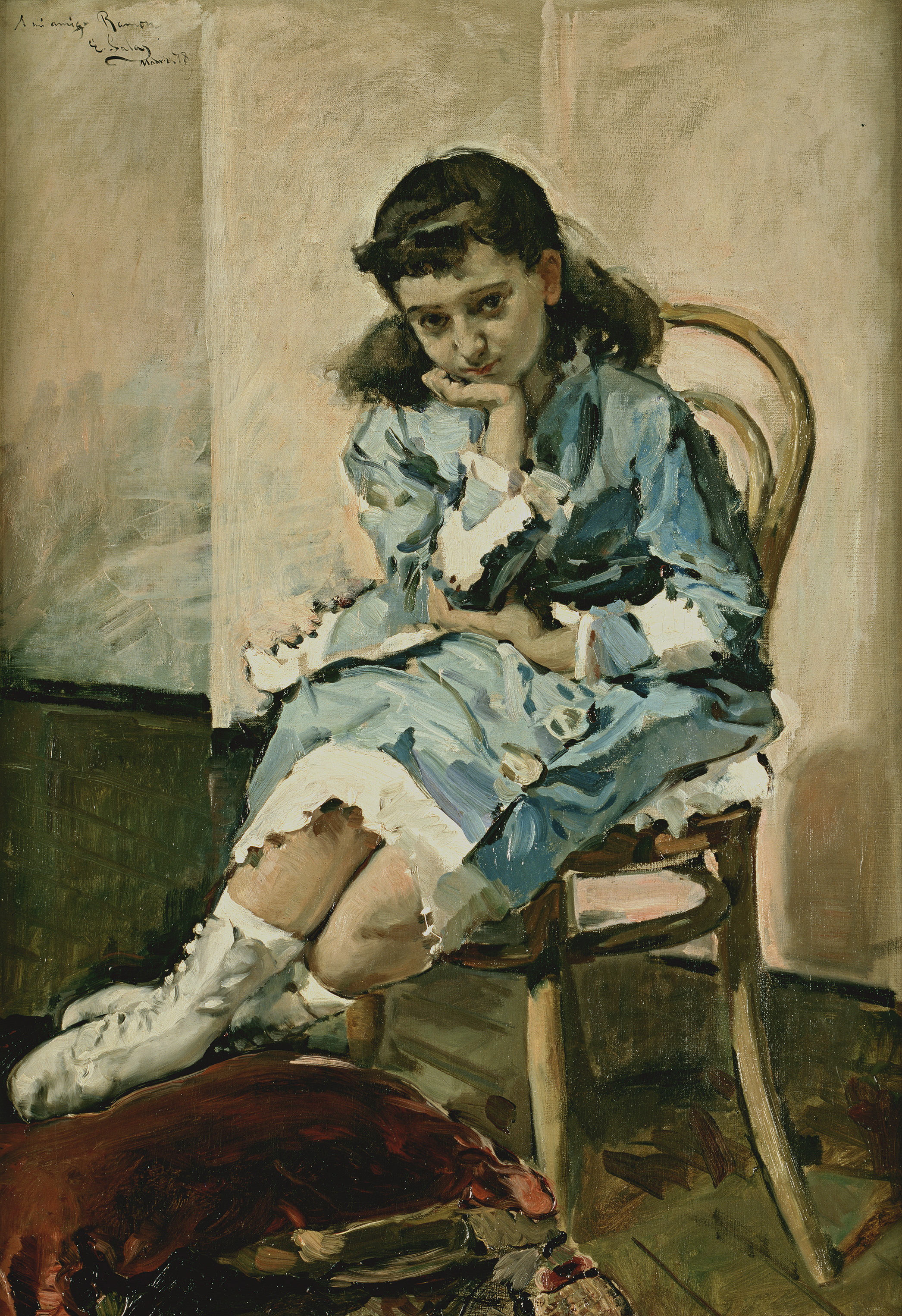
Portretul Maríeia Guerrero (1878)
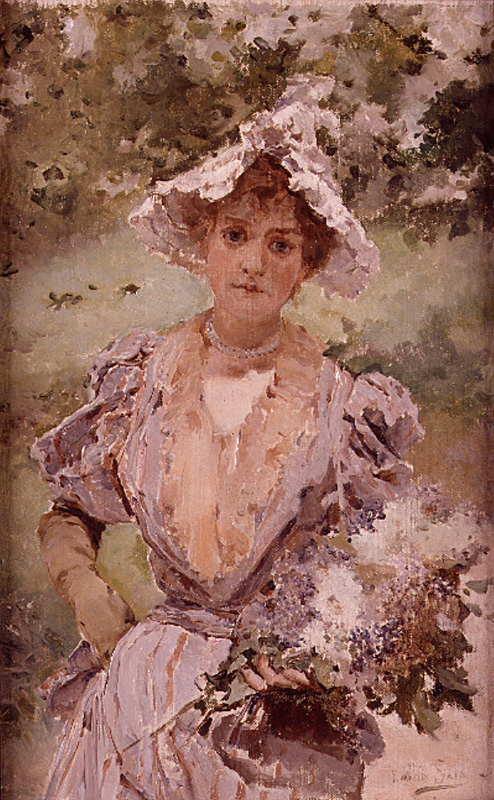
Femeie cu flori
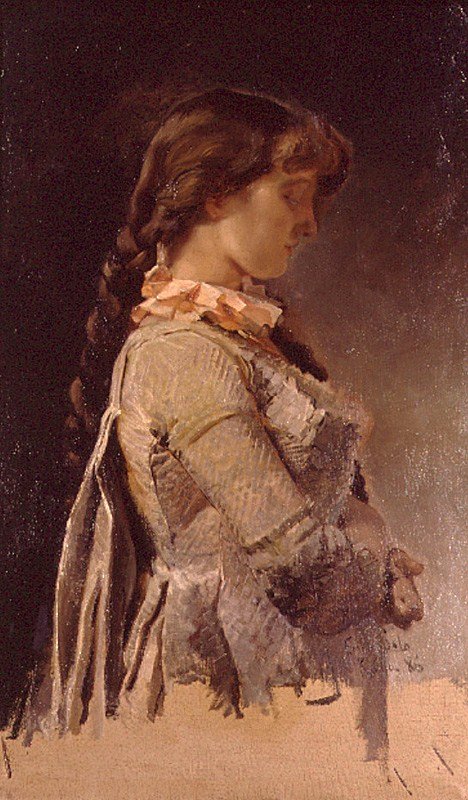
Portretul unei tinere (1886)
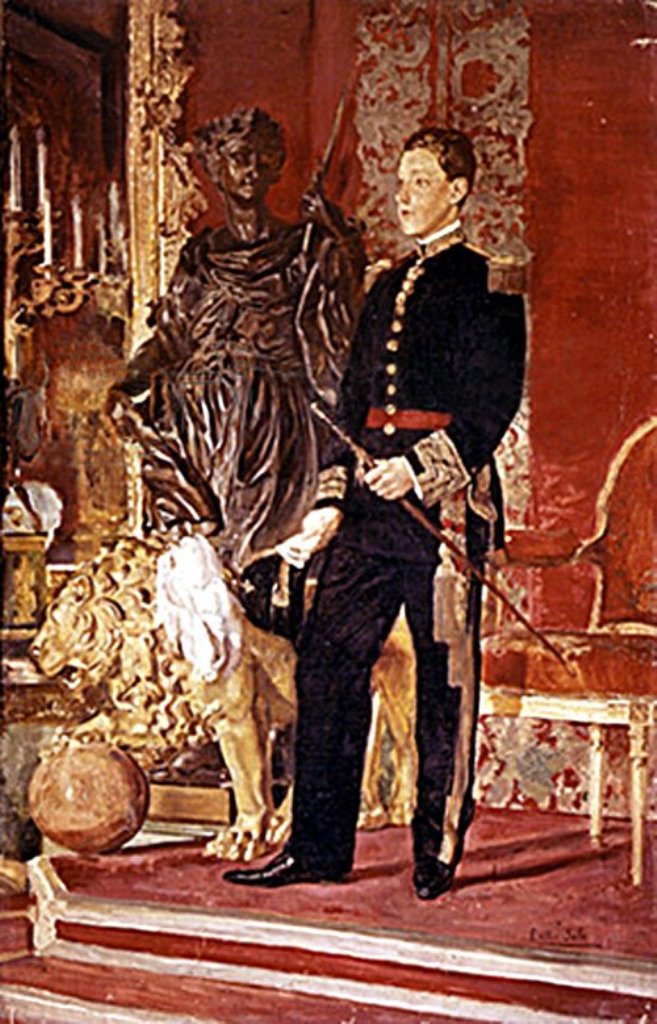
Portretul regelui Alfonso al XIII-lea
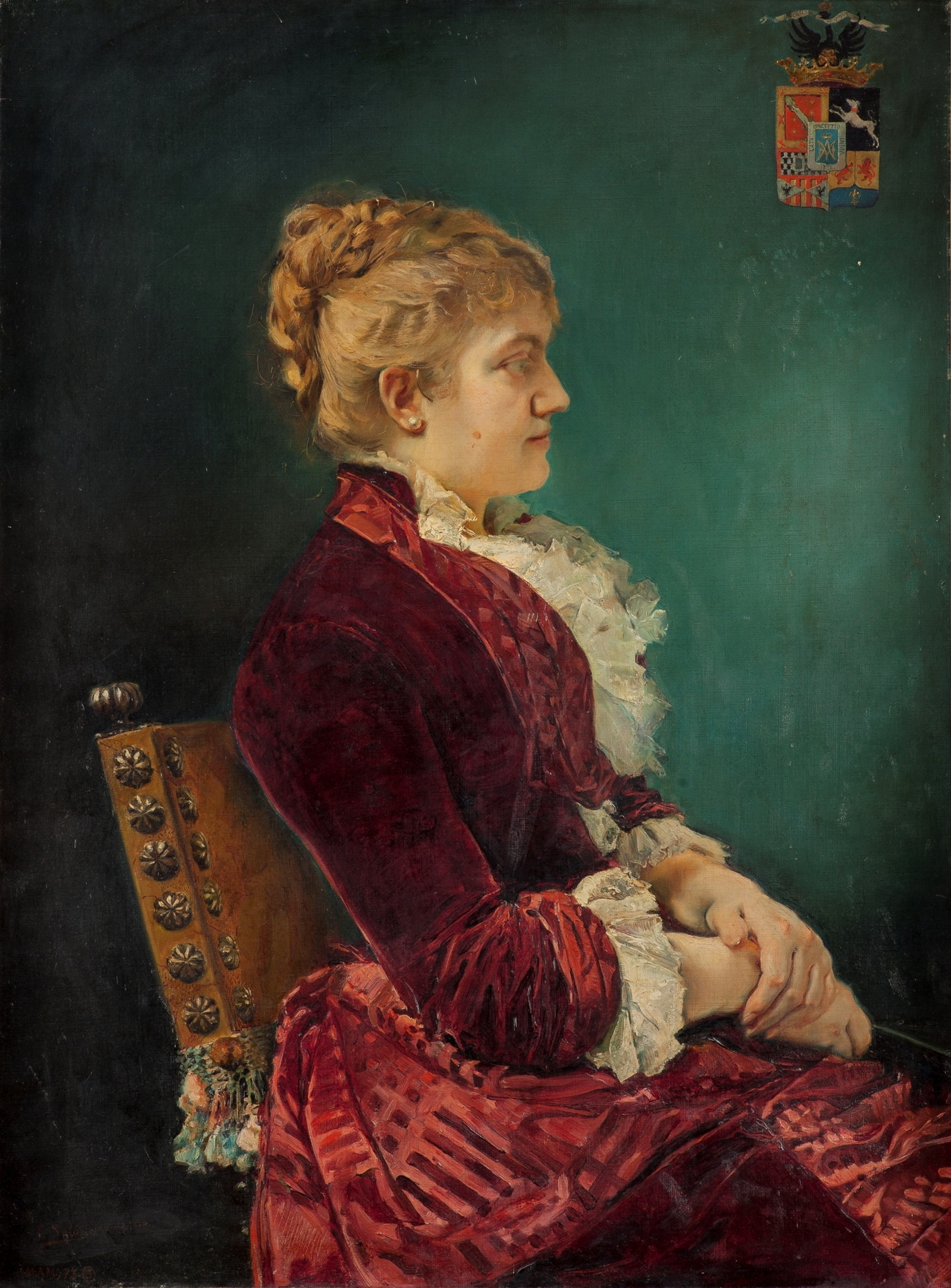
Portretul María de las Mercedes de Alcázar y Nero Vera de Aragón, Marchioasă de Coquilla (1880)
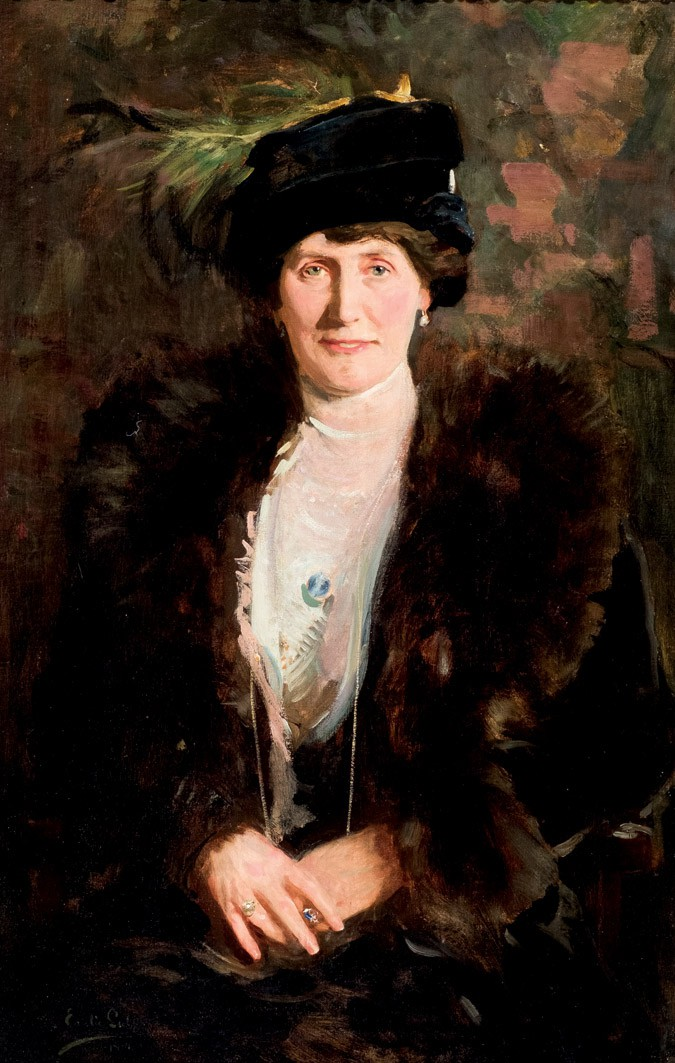
Portretul unei doamen (1910)